# Киргизско-казахские столкновения конца XVIII века
Киргизско-казахские столкновения конца XVIII века — вооружённый конфликт между киргизскими правителями чуйско-таласских племён и казахскими правителями Старшего и Среднего жузов за территорию Семиречья, находившегося до падения Джунгарии в составе Джунгарского ханства, и некогда принадлежавшее киргизским и казахским племенам.

## Причины
Территориальные споры 
По мнению советских историков Р. Б. Сулейменова и В. А. Моисеева причиной конфликта стал прежде всего территориальный вопрос. Киргизы и казахи считали своими многие джунгарские земли, и позиции каждой стороны были по-своему обоснованы. Семиречье и Алатау — территории, исторически принадлежавшие могулам, то есть предкам как киргизов, так и казахов Старшего жуза Такого же мнения придерживались:

Отдельные столкновения в середине 60-х гг. переросли в настоящую войну из-за бывших джунгарских кочевий в Семиречье, на которые претендовали обе стороны.
Обе стороны упрекали друг друга и претендовали на спорные территории, унаследованные со времён нашествия Джунгарского ханства.
 Политические причины 
По мнению киргизского историка Т. И. Асанова, поводом для конфликта послужили грабительские набеги и барымта, приобретавшие устойчивый характер. Это было связано прежде всего с определенными участниками территорий и пастбищ, где соседствовали и жили смежно киргизы и казахи. На первых этапах ситуация носила экономический характер. Чтобы обеспечить себя, разорённые кочевники, были вынуждены пойти на грабежи. Для восстановления поголовья своих табунов, случалось, что даже родоплеменная верхушка прибегала к тем же методам. В конце концов, распри приобрели политический характер, привлекли к себе внимание киргизской и казахской правящей верхушки.
По мнению киргизского историка Д. Б. Сапаралиева, после разгрома Джунгарского ханства границы киргизских кочевий стали соприкасаться с владениями казахских жузов, причём в пограничных районах иногда возникали мелкие стычки на почве барымты. По его мнению, хорошо осведомлённые цинские власти использовали эти мелкие стычки для разжигания вражды между киргизскими и казахскими правителями.
 Экономические причины 
Семиречье и прилегающие районы играли важную роль в караванной торговле между Китаем, Средней Азией и Россией. Контроль над торговыми маршрутами обеспечивал племенам экономические выгоды, включая сбор пошлин и доступ к товарам, что делало эти территории предметом борьбы.

## Ход конфликта

### Первые столкновения
В 1759 году султаны Среднего жуза —  Абулфеиз и Ханбаба совершили поход против киргизов племени тейит во главе 15 тыс. войска. Причиной похода, как сообщали казахи царским властям, было то, что киргизы угоняли у них скот и препятствовали торговле с Цинской империей и среднеазиатскими ханствами. Чтобы привести киргизов в подданство и взять с них аманатов, казахскими султанами был совершён поход, результаты которого остались неизвестны.
В следующем 1760 году, согласно киргизских санжыра, Садыр-баатыр организовал поход против казахов. В том же году казахи Среднего жуза, как пишет А. И. Левшин, напали на киргизов и «нанесли им большой урон».

### Взаимные нападения 1764—1765 гг.
В 1764 году киргизы нанесли ответный удар по казахам. Они три раза совершили поход против племён Старшего и Среднего жузов, живших на реке Или и захватили множество казахов в плен. Подтверждая эти сведения, русский посланник Ш. Абзанов сообщал, что племена Старшего и Среднего жуза, кочевавшие возле Джунгарии у реки Или, три раза подверглись нападениям со стороны киргизов, казахи были разбиты и разорены. Также Ш. Абзанов сообщал, что киргизы захватили множество казахов в плен.
Казахский историк и востоковед Ч. Ч. Валиханов в своих сочинениях сообщает факт из биографии своего прадеда Абылая: «Он был два раза в плену, раз у дикокаменных киргиз (бурутов), а в другой – у Галдана-Церена». Однако Ч. Ч. Валиханов не сообщает о времени и обстоятельствах пленения Абылая киргизами. В киргизских устных преданиях также без указания дат и обстоятельств, говорится, что Абылай вместе с 17 султанами попали в плен и были отпущены на свободу спустя три месяца по велению киргизского правителя Жайыла. 
Киргизский историк Д. Б. Сапаралиев предположил, что, вероятнее всего, вышеуказанные события развивались стремительно и произошли в период с октября 1764 года по январь 1765 года. Освобождение Абылая и его сподвижников из плена, по его мнению, происходило в рамках обмена военнопленными. Он также отмечает, что, возможно, именно из-за кратковременного пребывания Абылай-султана в неволе у киргизов этот эпизод остался незамеченным и для россиян. Казахстанский историк А. К. Мухтар скептически относится к вопросу о пленении Абылая, считая его возможной выдумкой киргизских исследователей.
19 апреля 1765 года командующий Сибирскими линиями И. И. Шпрингер сообщил в Коллегию иностранных дел о действиях казахского султана Абулфеиса, который вёл войну против киргизов, «откуда и прибыл благополучно и с собою завоеванного всего богатства и с пленными получил на двадцать тысяч».
В октябре 1765 года Абылай-султан начал военную кампанию. Многие казахские старшины предлагали Абылаю мирным способом решить с киргизами спорные вопросы и не начинать войну со столь сильным противником. Абылай сумел захватить в аманаты девять детей старшин таласских кыргызов, которые вскоре были освобождены.

### Поход Барака на киргизов
В «Санжыре Алымбека» сообщается, что когда казахские роды уйсун, чапырашты и дулат начали постепенно занимать традиционные кочевья кыргызов вдоль реки Или, в низовьях Чуя и Таласа, между ними начались междоусобные конфликты. Обострение ситуации не осталось без внимания: в Капке Таласской долины киргизы собрали совет биев. Его возглавили Эсенгул-бий от правого крыла и Туума-бий от левого. Обсудив положение, совет решил отстоять земли, принадлежавшие киргизам. С этой целью было принято решение переселить каба-саяков из Кетмен-Тюбинской долины в Талас, а чекир-саяков — из Кочкорской долины в Чуй. После переселения Садыр-баатыр, возглавлявший каба-саяков, совместно с солтинским Жайыл-бий вытеснил казахов из нижнего течения Таласа.
В ответ казахи начали проникать на земли рода сарыбагыш на левом берегу Или, в районе Уч-Алматы. Эту кампанию возглавили казахские баатыры: Бердикожо из рода санчклы, Кооман, Жабек, Качыке и Даулет из чапырашты, Тулекабыл и Жайсан из рода ботбай, а также Малдыбай и Конушбай из рода кашкарау. В ходе столкновений казахи понесли потери, погибли несколько баатыров. После этого Бердикожо и Жабек отправились к жанышскому Толе-бию, а затем — к Аблай-хану в местность Азиреттин Каратоосу, чтобы просить помощи. Но Аблай отказался вмешиваться, и тогда они обратились к найманскому кукжарлы Бараку. Последний с воодушевлением откликнулся на призыв и начал поход против киргизов.
В конце 1760-х годов небольшой киргизский отряд под командованием Жаманак-баатыра (из племени саяк) совершил поход на казахов, кочевавших в долинах реки Или. В ответ казахский военачальник Кокжал Барак из Среднего жуза собрал войско и направился в поход на киргизов Чуйской долины, оттеснив их до Кочкора. Решающее сражение произошло у перевала Кызарт на границе Кочкорской и Джумгальской долин. Объединёнными силами киргизов командовал Эсенгул-бий (из племени сарыбагыш). Он умело использовал особенности горной местности и военную хитрость — поднял клубы пыли, чтобы создать иллюзию приближения большого подкрепления. Это вынудило казахов отступить. В бою погибли казахские военачальники Айтак, Арзы и Куржу, а сам Кокжал Барак был захвачен в плен в районе Кескен-Таша и вскоре казнён.
В июне 1774 года мулла при Султанмамет-султане, по имени А. Апсолимов, сообщил генерал-майору А. Д. Скалону, что отряд казахов из Кук-Яралинской волости под руководством старшины Барак-батыра, численностью около шести тысяч человек, был полностью разбит киргизами, а сам Барак погиб. По его словам, из этого отряда выжили и вернулись обратно лишь около сорока человек. Кроме того, шесть казахских старшин — по два из Усянской, Цаплинской и Таукинской волостей — отправились с малыми отрядами следить за киргизскими караулами, но все были захвачены в плен. Абылай требовал их возвращения, однако не добившись результата, распорядился начать сбор войска со всех улусов.
Д. Б. Сапаралиев пишет, что вероятно,  Барак-батыр из племени найман предпринял неудачный поход в Кыргызстан в 1770 году, поскольку об этом ещё в 1930-х годах писал Б. Солтоноев, утверждая, что «казахский Көк жал Барак в 1770–1771 годах воевал с киргизами». В октябре 1771 года военнослужащий И. Абдулов, побывавший на приёме у Абылая, докладывал западносибирским властям сведения о том, что киргизы разбили и убили 17 тысяч казахов Большой орды «баланайской волости». Так же он упомянул, что Абылай отозвался на жалобу казахов и «намерен идти войною», однако намерения не свершились, поскольку ему отказали в присылке русского войска для войны с киргизами.

### Джаиловское побоище
В 1774 году небольшой отряд таласских киргизов под командованием Садыр-баатыра совершил набег на казахов, кочевавших в районе Чимкента и Чолок-Коргона. В ответ на это Абылай-хан организовал поход против киргизов, в котором участвовали видные казахские военачальники — султан Абулфейс, Кабанбай-батыр, Байгазы и Орозамбет-батыр. Первое столкновение произошло при переходе казахов в Чуйскую долину, в районе Сары-Бел. По одним данным, Абылай-хану не удалось достичь желаемого результата, и он направился в сторону Ташкента, захватив его. По другим сведениям, он нанёс киргизам ощутимый урон в районе Кара-Балты, что вынудило киргизов под предводительством Атаке-бия отступить в Таласскую долину.
Когда началась военная кампания, Абылай и Абулфеис обратились за военной помощью к Империи Цин, однако получили категорический отказ. Цинский император к указу Военному совету от 29 марта 1774 года отклонил просьбу Абылая и Абулфеиса, поскольку желал сохранить нейтралитет. Император Цяньлун, ссылаясь на сведения от своих информаторов, указывал, что казахи и киргизы находятся в постоянной вражде и грабят друг друга, а потому илийские наместники не должны управлять их делами. Он также подчёркивал, что если помочь одной стороне, то вскоре и другая начнёт просить помощи.
В следующем году, летом 1775-го, Абылай-хан начал новый поход. Киргизский историк Д. Б. Сапаралиев пишет, что киргизский хан Жайыл, не получив поддержки от других киргизских родоплеменных лидеров и столкнувшись с внутренними разногласиями, не смог организовать должное сопротивление. Его силы, в основном состоявшие из родичей по роду солто и небольшой группы саяков, уступали казахам численно. Основное сражение произошло между правыми притоками Чу — в районе между современными Беловодским и Кыз-Туганом, и вошло в историю как «Жайыловское побоище» (однако в новейших работах Д. Б. Сапаралиев пишет, что сейчас уже можно определенно утверждать, что «Жайыловское побоище» состоялось в 1774 году). Многие киргизские баатыры погибли, сам Жайыл и его сыновья Эсен, Усен, Теке, Итике, а также соратник Момокон попали в плен. Все, кроме Итике и Момокона, были казнены. Сапаралиев пишет, что однако и Абылай не достиг полной победы — в его войске начались разногласия по поводу дележа трофеев.
В январе 1774 года полковник И. Т. Титов, командовавший Семипалатинской крепостью, направил донесение генерал-майору А. Д. Скалону, в котором сообщал, что численность войска, находившегося под командованием Абылая и султана Абулфеиса, составляла 60 тысяч человек. На заседании Военного совета, состоявшемся 27 октября 1774 года, илийский наместник Илэту доложил о развитии событий в казахско-киргизском конфликте. По его словам, Абылай и Абулфеис «с большим количеством войск» вошли в местность Халаладалы и сразились с киргизами. В результате столкновения они захватили большое количество людей, скота, а также пленили киргиза Айтике. Затем, продолжив наступление, они достигли долины Таласа, где нанесли киргизам ещё одно поражение, убили более тысячи человек и захватили тысячу пленных, среди которых немало старшин.

### Поход Абылая на киргизов в 1779—1780 гг.
Кыргызы не прекратили военные действия и продолжили совершать набеги на казахов Семиречья. Факт ожесточённых столкновений подтверждал и сам Абылай-хан, который в августе 1779 года сообщал российским властям, что киргизы «чинят несносные беспокойства и притеснении, то есть делают во всегдашнее время военною рукою на них нападении и притом захватывают к себе жон, детей и имение их, которые, не стерпя таковому раззорению, принуждены слёзно просить моего защищения». Также Абылай-хан сообщил, что намерен отправиться в поход.
Абылай тщательно готовился к военной кампании против киргизов и просил военную помощь у России, однако получил отказ. В августе 1780 года командующий сибирскими войсками Н. Г. Огарёв получил письмо от казахского старшины Кульбак-батыра. В этом письме говорилось, что Абылай в 1779 году отправил своего сына с дипломатической миссией в Цинский двор, сообщив о своём прибытии в Семиречье с целью начать поход против кыргызов и о том, что «сил его в этом не достаёт». Абылай обратился к цинскому императору Цяньлуну с просьбой о помощи, и как указывалось в письме, «от которого и прислано войско ныне Аблаю тысячу человек». Впрочем, по другим источникам, в помощи ему всё же было отказано.
Весной 1779 года Абылай-хан собрал войско численностью около 12 тысяч человек и начал военную кампанию против киргизов. Сначала он попытался уладить конфликт мирным путём, отправив к киргизам своего посла Жоогача с предложением о переговорах. Однако тот, побывав у приграничного киргизского бия Момокона (из рода солто), не дождался вразумительного ответа. Несмотря на это, казахские войска под командованием сына Абылая — Чингис-султана и Абулфеиз-султана — вступили в два столкновения с киргизами, но добиться успехов не смогли. Д. Б. Сапаралиев пишет, что возможно, после этого киргизы посчитали, что нападений больше не будет, поскольку им стало известно, что среди рядовых казахов не наблюдалось единодушной поддержки завоевательных намерений Абылая — многие просто разъехались по своим аулам.
Тем не менее, летом 1779 года Абылай возобновил наступление, применив тактическую хитрость. Ягуда Усманов, личный писарь Абылая, объяснил причины успеха Абылая в военных действиях против киргизов. Усманов отмечает несколько факторов, сыгравших ключевую роль. Во-первых, важным преимуществом для Абылая стала неожиданность его нападения, в том числе захват «биевских детей». Во-вторых, он распространял слухи, будто его поддерживают Россия и Цинская империя. Говоря об этом, Я. Усманов пишет, что у Аблая при себе был русский солдат и беглец Яков, позже использовавшийся как наглядное подтверждение того, что у него якобы есть в союзниках русское войско. Когда Аблай направлял посланников к киргизам, он отправил с ними этого солдата, облачённого в военную форму. Это должно было произвести впечатление, что у Аблая есть поддержка от хорошо вооружённого русского войска. Также, Аблай говорил киргизам и о предполагаемой поддержке со стороны Китая. Он указывал на наличие китайского гарнизона численностью около 500 человек на границе и уверял, что этот отряд якобы был направлен на помощь ему. Всё это, по словам Усманова, «отчего киргизи пришли в немалую робость».
Затем Абылай внезапно атаковал киргизов сразу с трёх направлений — с вершины и конца Чуйской долины, а также со стороны Таласа. Хотя киргизские воины сражались мужественно, отсутствие скоординированности вынудило их отступить в горы. В следующем году Абылай пленил в Таласе киргизского лидера Садыр-хана вместе с его сыном Доскулом. Садыр был убит при попытке к бегству. Согласно киргизским преданиям, Абылай после похода собирал контрибуцию с каждой кибитки. За пленных брал выкуп: с богатого — девять, а с бедного — по одной лошади.
После завершения похода сам Абылай остался «между Туркестаном и границею диких киргизов», откуда его сторонники продолжали совершать небольшие набеги на кыргызов. В июле 1780 года Султанмамет-султан в своём письме к Н. Г. Огарёву писал, что «Аблай хан киргизцов разбил... и взял людей с девятью кибитками со всем багажем и скотом в аманаты с тем условием, чтобы им, киргизцам, впредь быть повинности...». Ягуда Усманов в ноябре 1780 года сообщал, что Абылай незадолго до своей смерти направил посольство к киргизам, для того, чтобы «будущею весною» взять «от достойных киргизов аманатов» с целью их дальнейшего подчинения и успокоения, а после этого планировал вернуться в свои улусы. Однако, как отмечают казахстанские историки, киргизы, не имевшие устойчивой традиции подчинения Чингизидам, продолжали оказывать сопротивление.
Российский историк В. А. Моисеев, а также казахстанский историк Р. Б. Сулейменов, говоря о походе Абылая 1779—1780 годов, пишут, что угроза гибели семейств заставила многих манапов сложить оружие и признать зависимость от Абылая. Киргизский историк Д. Б. Сапаралиев напротив, пишет что Абылаю не удалось до конца подчинить киргизов, так как вскоре, в начале весны 1781 года, он скоропостижно скончался. Казахстанский историк К. Ш. Хафизова пишет, что его борьба с киргизами не привела к успеху.

### Последние столкновения
В 1781 году киргизские военачальники возобновили свои походы на кочевья Адиль-султана. Об этом сообщал башкирский старшина К. Казанбаев, сообщивший 1 августа 1781 года в Оренбургскую губернскую канцелярию, что киргизы немало «людей побили и пленных взяв, увезли к себе, поговаривая при том, что вы де подпорку  имели себе Абылай-хана, который де уже помер и сей произошедший акт — является отмщением».
В 1785 году Чингис-султан и Касым-султан совершили поход против киргизов, однако, они потерпели поражение и попали в плен. Киргизы выпустили их из плена с договоренностью впредь жить в мире.
В октябре 1785 года Бердикожа-батыр выступил против киргизов во главе 700 воинов из подвластных ему племен и родов. Поводом для похода стало похищение 2500 казахских лошадей киргизами. Когда казахи подошли к границе с киргизами, они обнаружили цинский отряд численностью 1500 человек, посланный с целью наказания киргизов за угон китайских лошадей. Бердикожа-батыр заключил союз с китайцами, и совместные казахско-китайские войска нанесли скоординированный удар вдоль рек Аягуз и Или, нанеся «ощутимый урон».

## Итоги и мирные переговоры

### Мирные переговоры 1774 года
К Абылаю прибыло киргизское посольство во главе с Тюлёберди-бием с предложением мира. Сапаралиев пишет, что переговоры, вероятно, проходили на территории Казахстана, в районе Кескен-Тау, где стороны договорились о границах кочевий и сосуществовании на условиях добрососедства. Казахстанские историки Б. С. Сарсенбаев, З. Е. Кабульдинов и Д. А. Черниенко пишут, что военная кампания 1774 года, проходившая с участием значительных сил, завершилась заключением перемирия. Об этом свидетельствует письмо Урус-султана, которое он направил 26 марта 1774 года командиру Сибирского корпуса генерал-майору А. Д. Скалону. В этом письме Урус, ссылаясь на слухи, распространявшиеся в степи, сообщал, что «будто бы Абылай с дикими киргизами замирился».

### Мирные переговоры 1780 года
После похода Абылая 1779—1780 гг., киргизские бии собрались на совет и приняли решение направить Тюлёберди-бия в ставку Абылай-хана, находившуюся в Туюшкене, чтобы договориться о перемирии. Абылай принял посланника, но сразу поднял вопрос о спорных землях и кочевьях, которые были главной причиной конфликта. Он настаивал на том, что граница между кочевьями должна проходить по перевалу Куюка, через горы Кичи-Буурул и Чон-Буурул, затем — через Туймекент, реку Талас, Абылкайыр, далее вдоль берега реки Курагатты до Туюшкена, переходя на Уландын Учу, спускаясь к Терскей и завершаясь в районе Ыргайты. В ответ Тюлёберди-бий от имени киргизов пояснил их позицию по границам, подчеркнув, что земли от перевала Чокмор до Илийского Сартогума принадлежат киргизам.
После возвращения Тюлёберди-бия состоялся новый совет киргизских биев под руководством Эсенгула-бия, на котором было решено заключить мир с Абылай-ханом. В 1780 году стороны договорились о перемирии и провели уточнение киргизско-казахской границы. В этом процессе участвовали такие влиятельные представители северных кыргызов, как Туума-бий и Мама-бий с левого крыла, Кебек-бий и Тюлёберди-бий из племени солто, Эсенгул-баатыр и Атаке-баатыр из сарыбагышей, Бирназар-бий из племени бугу, Жамболот-баатыр и Качыке-баатыр из чекир саяков, Сеит-бий и Келдибек-бий из саяков.
По достигнутому соглашению граница кочевий киргизов была определена следующим образом: от западной части реки Терс через перевал Куюк, горы Тюлкибаш, Уч-Буурул, Туймокент, Абылкайыр, до впадения реки Курагатты в Чу, через реку Чу — перевал Чокмор и далее вдоль реки Или до Уч-Алматы. От Уч-Алматы граница шла на север вдоль Или, на северо-запад от перевала Чокмор, снова к реке Чу и дальше к западным горам Кичи-Буурул, Чон-Буурул, Тюлкибаш, перевалу Куюк и обратно к Терсу, а затем до горы Чаткал. Так была официально определена граница между киргизскими и казахскими кочевьями перед Абылай-ханом. В знак перемирия киргизы и казахи символически перерезали прут и закрепили условия по границам. Со стороны киргизов в качестве представителя был направлен Тюлёберди-бий — он получил полномочия решать все вопросы, касающиеся взаимоотношений между двумя народами.
Т. И. Асанов отмечает, что это соглашение не затрагивало вопрос о верховьях реки Или, поскольку традиционно правый берег считался территорией казахов, а левый — киргизов.

### Мирные переговоры 1786 года
В 1786 году в кочевья киргизских биев Эсенгула и Атаке прибыло посольство казахского султана Хан-ходжи с предложением заключить соглашение о дружбе. Однако вместе с этим посланцы потребовали выдачи заложников. Как сообщает омский купец З. Пеньевтов, занимавшийся торговлей среди казахских и киргизских кочевников, киргизская сторона не дала ни явного согласия, ни прямого отказа, стремясь договориться о союзе между соседями, подчёркивая, «ибо де как для вас, так и для нас, общие неприятели — китайцы». Академик В. М. Плоских пишет, что соглашение так и не было достигнуто, а профессор Д. Б. Сапаралиев, напротив, пишет, что благодаря достигнутому соглашению несколько лет серьёзных столкновений не наблюдалось.

## Позиции России и Китая по отношению к конфликту
Казахстанские историки Б. С. Сарсенбаев, З. Е. Кабульдинов и Д. А. Черниенко отмечают, что Китай последовательно придерживался позиции невмешательства в конфликты между казахами и кыргызами. Это объяснялось тем, что такие столкновения напрямую не затрагивали интересы империи. Вышеуказанные историки, а также советский историк В. С. Кузнецов отмечают, что Китай совершенно устраивало, когда ни одна из сторон не могла добиться решающей победы, что вело к взаимному истощению и ослабляло как казахов, так и кыргызов.
Российский историк В. А. Моисеев, а также казахстанский историк Р. Б. Сулейменов, пишут, что Абылай-хан настойчиво добивался от России и Китая военной помощи, поскольку война с кыргызами была непопулярна среди казахов. Они пишут, что Абылай просил цинского императора прислать вспомогательные войска для покорения кыргызов.
В 1764 году кыргызы три раза нападали на казахов, Абылай-султан посылал своего посла в Китай с просьбой «рассудить это дело». Однако цинский император ему отказал. В 1767 году Абылай отправляет Жолбарс-султана в качестве посла в Китай. Он просит у китайского императора Цяньлуня и российской императрицы Екатерины II 20-ти тысячное войско и пушки для осады городов кокандского бия Ирданы, для войны с кыргызами, а также с «внутренними» врагами. В 1774 году Абылай и Абулфеис обратились за военной поддержкой к Империи Цин, однако получили категорический отказ. Цяньлунь отклонил просьбу Абылая и Абулфеиса, поскольку желал сохранить нейтралитет. Он, ссылаясь на сведения от своих информаторов, указывал, что казахи и кыргызы постоянно грабят друг друга.
С 1772 по 1779 годы десятикратно обращался с просьбой о военной помощи в разных посланиях оренбургскому губернатору И. А. Рейнсдорпу и сибирским приграничным командирам, ссылаясь то на малочисленность своих воинских ресурсов для разыскания русских пленных и обуздания непокорных казахских родов, то на острую необходимость подчинения его власти воинственных кыргызов. Казахстанский историк И. В. Ерофеева отмечает, что все эти прошения однозначно противоречили представлениям российской бюрократии о статусе подданных, поэтому в получении регулярных войск Абылаю под благовидными предлогами было отказано.
В 1778 году писарь Абылая, Ягуда Усманов, сообщал, что хан начал подготовку к новой военной кампании с целью успокоить «противящийся ему народ диких киргизов». Однако российские власти отказали ему в военной помощи, поскольку вмешательство в конфликт между двумя кочевыми народами не соответствовало интересам российской внешней политики. Казахстанские историки Б. С. Сарсенбаев, З. Е. Кабульдинов и Д. А. Черниенко отмечают, что именно по этой причине, «огорчась», Абылай так и не прибыл для получения царской милости, подтверждающей его ханское звание. После этого он предпринял ещё одну попытку заручиться военной поддержкой Китая — к императору было отправлено посольство во главе с его сыном, султаном Садыком. Однако Абылай не стал дожидаться возвращения послов и отправился в поход, хотя Китай всё равно отказался предоставить военную помощь.

## Последствия
М. А. Терентьев называет обострение отношений казахов с киргизами среди причин принятия казахами Старшего жуза русского подданства, наряду с обострением отношений с центральноазиатскими ханствами и возможную экспансию Китая.

## Комментарии
1. ↑  Только в 1785 году, однако Китай старался держать нейтралитет в конфликте
2. ↑  Д. Б. Сапаралиев пишет, что вероятно речь идёт о найманах
3. ↑  Подвластных Абылай-хану казахов
4. ↑  Б. С. Сарсенбаев, З. Е. Кабульдинов и Д. А. Черниенко
5. ↑  Хафизова, Моисеев, 1989, с. 56—58

№131
1765, июль. — Грамота Цяньлуна Аблаю по поводу войны с киргизами
30 год правления Цяньлун, 5 луна, гэнинь

Император пожаловал казаху Аблаю указ, в котором говорится: Почтительно направленный тобою осведомиться о нашем здоровье посол Оторци недавно прибыл в нашу столицу и лицезрел нас. Мы (император) ознакомились с твоим письмом, а также с устным заявлением Оторци о том, что бурутские воины вторглись в ваши кочевья и убили множество людей, захватили бесчисленное количество скота. Ты умоляешь нас рассудить это дело и т.д.

До этого наши сановники в Или докладывали нам, что во время инспекционной поездки по Тарбагатаю они проходили через кочевья казаха Орумбая, где узнали, что Абулфаиз привлек к походу многих людей, собрал более чем 2000 войско. Захвачено много бурутов и их скот. Вот так закончилось дело для обеих сторон.

Казахи и буруты — оба этих народа почтительно прислушиваются к нам и стали нашими вассалами. Мы (император) [44] относимся к ним одинаково гуманно, не делая ни малейшего различия. Ныне ты докладываешь, что буруты напали на вас, казахов, однако ваш Абулфаиз более чем с двухтысячным войском ограбил бурутов, и на обратном пути его видели наши сановники. Если и буруты также пожалуются на то, что вы вторглись в их кочевья, угнали в плен людей, захватили скот? Как мы сможем определить, кто из вас прав? Судя по всему, два ваших владения совершают грабительские [набеги] друг на друга. Это у вас принято с давних пор.

Ваши кочевья находятся по соседству, по справедливости вы все должны стремиться жить мирно. Это очень злой обычай — взаимные грабежи, и он не принесет пользы никому из вас.

Буруты ограбили вас, а после возвращения вашего посла вы, казахи, намереваетесь отомстить бурутам. Этак не будет конца. В дальнейшем вы должны быть благодарны на наше милостивое отношение к вам, следовать нашим поучениям. Исправиться и оставить обычай грабить друг друга. Пусть каждый из вас спокойно проживает на своих кочевьях. Оставьте мысли о мелочной выгоде и тогда будете вечно пользоваться нашей милостью, пользоваться безмятежным спокойствием.

Прилагайте усилия к этому.

Буруты еще не докладывали нам об этом деле. А вы уже успели доложить. Мы [и бурутам] посоветуем то же самое. Мы не будем покрывать ошибки никого из вас. Не будет и снисходительности никому из вас.

Помимо всего прочего жалуем Аблаю узорчатый шелк, расшитый драконами, сколько положено. Прими его как проявление нашей милости.

Твоему посланцу Оторци жалуем на шапку шарик и павлинье перо первой степени. Остальным членам посольства — Аукебаю, Толегену, Макулаю, Ярланбогуню — шарик 5 степени, а Сагэргжэргэци, Сатану, Балану, Атабеку — шарики 6 степени.

Ранее награжденного пером 3 степени Мамута награждаем пером 5 степени, Хэтунь Алибека, Хэтунь Оломана, Тумана и других, всего 17 человек, награждаем различным количеством одежды, утварью и серебром.

Еще ты в своем письме просил жэньшень и другие лекарства. Жалуем их согласно просьбе, получишь вместе с другими подарками..
6. ↑  Хафизова, Кыдырали, 2015, с. 212—213

Документ №176

1774, марта 29 (39 год правления Цяньлуна, 2 луна, день гэнцзы)

Указ Цяньлуна Военному Совету отклонить просьбу хана Абылая о помощи в войне с киргизами.

Повеление членам Военного Совета

Илэту доложил, что по сведениям, полученным от бежавшего от казахов ойрата Дава, казахи действительно ограблены бурутами. Это подтверждает слова Тулубая, сказанные Навану. Если Абулай, Абулфеиз пришлют людей просить о помощи, то ваш слуга сделает строгое внушение и т. д.

Илэту говорит правильно. Казахи и буруты беспрестанно грабят друг друга. В конце (л.2) концов //илийские цзяньцзюни направлены вовсе не для того, чтобы управлять их делами.
Ныне просят нашей помощи ограбленные казахи. Если оказать им помощь, то буруты также скажут, что ограблены казахами, и в свою очередь попросят о помощи. Когда можно будет отдохнуть от этого? Повелеваем передать приказ Илэту, что если Абулай, Абулфеиз пришлют своих людей, то следует сказать им: «Вы грабите друг друга, а не только буруты грабят вас. Неизвестно, когда будет конец вашей вражде».

К примеру, буруты часто грабили кашгарских уйгуров. Ныне в Кашгар, Уши направлены наши сановники для сдерживания их. Они не позволяют /уйгурам/ грабить бурутов. Поэтому и не бывает случаев ограбления бурутами уйгуров.

Если на вашей территории определить сановников, распре(л.2 об.)лить войска, и/то средства, необходимые для их содержания, будут взысканы с вас. Это не принесет пользы вашей экономике.

На самом деле, если можно было бы сдерживать людей, соорудить пикеты для строгой охраны, тогда бы буруты никогда не осмеливались самоуправствовать.
Вы все являетесь слугами великого императора. Ранее вам были сделаны неоднократные наставления. Вы должны следовать им.

Если будете докучать просьбами, мы решительно не собираемся опекать одну сторону. Если прибудут буруты, мы отклоним их просьбы так же, как отклонили вашу.